# خورخي لويس سانشيز
خورخي لويس سانشيز هو مخرج كوبي، ولد في 1960.

## وصلات خارجية
- خورخي لويس سانشيز على موقع IMDb (الإنجليزية)
- خورخي لويس سانشيز على موقع ألو سيني (الفرنسية)
- خورخي لويس سانشيز على موقع أول موفي (الإنجليزية)
- خورخي لويس سانشيز على موقع قاعدة بيانات الفيلم (الإنجليزية)
- خورخي لويس سانشيز على موقع كينوبويسك (الروسية)